# Liste der Bürgermeister von Chișinău

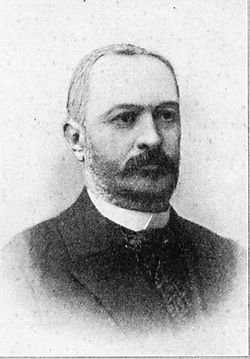
Carol Schmidt (1879 – 1903)

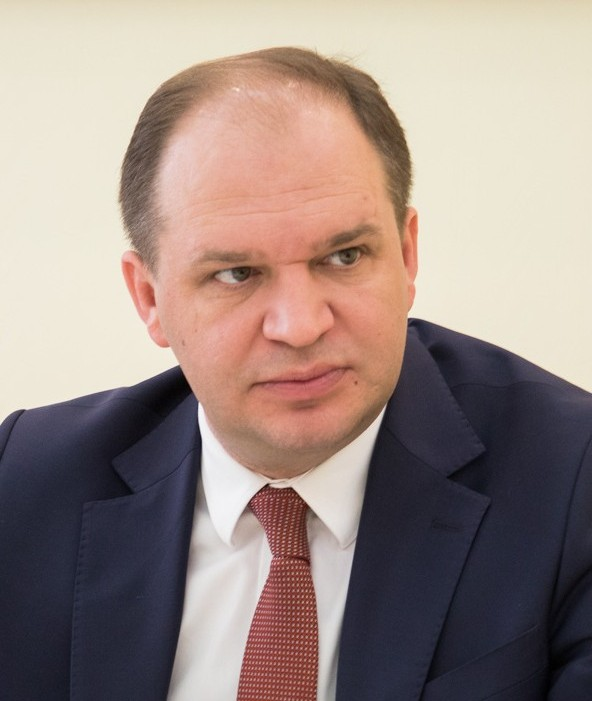
Ion Ceban (seit 2019)

Dies ist eine Liste der Bürgermeister von Chișinău (ab 1817) der Hauptstadt der Republik Moldau.
| Name                   | Amtszeit                              | Anmerkungen                                                                      |
| ---------------------- | ------------------------------------- | -------------------------------------------------------------------------------- |
| Anghel Nour            | 1817 – 1821                           | Erster Bürgermeister von Chișinău nach der Eingliederung in das Russische Reich. |
| Dimitrie Lovcinski     | 1825 – 1830, 1834 – 1836, 1843 – 1845 |                                                                                  |
| Stavru Dimu            | 1831 – 1833                           |                                                                                  |
| Pantelimon I. Sinadino | 1837 – 1839, 1840 – 1842              |                                                                                  |
| Dimitrie Durdufi       | 1846 – 1848                           |                                                                                  |
| Dimitrie Mincu         | 1849 – 1854, 1858 – 1860, 1861 – 1866 |                                                                                  |
| Anghel Nicolau         | 1855 – 1858                           |                                                                                  |
| Adam Krijanovski       | 1867 – 1869                           |                                                                                  |
| Pavel Gumalic          | 1870 – 1871                           |                                                                                  |
| Clemente Șumanski      | 1871 – 1877                           |                                                                                  |
| Carol Schmidt          | 1879 – 1903                           | Längst dienender Bürgermeister, förderte die Modernisierung der Stadt.           |
| Pantelimon V. Sinadino | 1903 – 1904, 1905 – 1907, 1909 – 1910 |                                                                                  |
| Leopold Siținski       | 1904 – 1905                           |                                                                                  |
| Iulian Levinski        | 1910 – 1917                           | Letzter Bürgermeister vor der Gründung der Moldauischen Demokratischen Republik. |
| Alexander Schmidt      | 1917 – 1918                           | Bürgermeister während der Moldauischen Demokratischen Republik.                  |
| Vladimir Hertza        | 1918 – 1919                           | Bürgermeister in der Zeit von Großrumänien.                                      |
| Teodor Cojocaru        | 1919 – 1920                           |                                                                                  |
| Iulian Levinski        | 1920 – 1922                           | zweite Amtszeit                                                                  |
| Vasile Bârcă           | 1922 – 1923, 1924 – 1925              |                                                                                  |
| Yehuda Leib Tsirelson  | 1923                                  |                                                                                  |
| Gherman Pântea         | 1923, 1927 – 1928, 1932               |                                                                                  |
| Nicolae Bivol          | 1923 – 1924, 1925 – 1926              |                                                                                  |
| Sebastian Teodorescu   | 1926 – 1927                           |                                                                                  |
| Ion Negrescu           | 1928 – 1931                           |                                                                                  |
| Constantin Ionescu     | 1931 – 1932                           |                                                                                  |
| Dimitrie Botgros       | 1932 – 1933                           |                                                                                  |
| Ion Costin             | 1933 – 1937                           |                                                                                  |
| Alexandru Sibirski     | 1937 – 1938                           |                                                                                  |
| Constantin Dardan      | 1938                                  |                                                                                  |
| Reinhold Scheibler     | 1938                                  |                                                                                  |
| Vladimir Cristi        | 1938 – 1940                           |                                                                                  |
| Anibal Dobjanschi      | 1941–1944                             |                                                                                  |
| Mihai Severovan        | 1990                                  |                                                                                  |
| Nicolai Costin         | 1990 – 1994                           | Erster Bürgermeister nach der Unabhängigkeit der Republik Moldau.                |
| Serafim Urechean       | 1994 – 2005                           |                                                                                  |
| Mihai Ghimpu           | 2005                                  | Kurzzeitiger Interimsbürgermeister.                                              |
| Dorin Chirtoacă        | 2007 – 2018                           | Bürgermeister mit drei Amtszeiten.                                               |
| Ruslan Codreanu        | 2018 – 2019                           | Interimsbürgermeister.                                                           |
| Ion Ceban              | 2019 – heute                          | Amtierender Bürgermeister seit 2019.                                             |